# P572 Lauge Koch
P572 Lauge Koch er det tredje og nyeste skib af Søværnets Knud Rasmussen-klasse og navngivet efter den danske polarforsker Lauge Koch. Skibet er bygget til sejlads i farvandene omkring Arktis og Grønland, men kan ligeledes operere i internationale missioner over hele verden. Skibet er bygget efter søværnets StanFlex-koncept, ligesom søværnets øvrige skibe. Dette betyder, at skibet kan konfigureres til den ønskede opgave og udstyres med blandt andet MU90 antiubåds-torpedo og Evolved Sea Sparrow-missiler. Skibet er desuden udstyret med en 76 mm Otobreda-kanon på fordækket, samt helikopterdæk.

## Adoptionsby
- Randers – 19. maj 2018. Traditionen hvor Søværnets skibe adopteres af en dansk by og kommune, startede i 1946 da netop Randers anmodede om at adoptere fregatten Niels Ebbesen[1]. Siden har byen adopteret korvetten F354 Niels Juel i 1980 og nu P572 Lauge Koch[2].   - Lauge Koch til kaj i Randers